# Ashley Greene
Ashley Michele Greene (Jacksonville, 21 de fevereiro de 1987) é uma atriz estadunidense, que ficou conhecida por interpretar Alice Cullen na Saga Crepúsculo.

## Biografia
Ashley Michele Greene cresceu com seu irmão, com os seus pais, Joe e Michele Greene e com suas duas primas Katherine Miller Greene e Sarah Carrier Greene. Aos 18 anos, Ashley se formou na Wolfson High School e se mudou sozinha para a Califórnia para seguir a carreira de atriz. 

## Carreira
Começou modelando para um amigo que é proprietário da boutique "Sutra" em sua cidade natal Jacksonville. Quando ela foi achada pela NYC Agency em Los Angeles, Ashley começou a modelar para empresas como Feng Junk e Stop Staring. Mas ela desejava se tornar atriz e a carreira na profissão começou em 2006. Na televisão, Greene fez sua estreia quando ela teve uma pequena aparição em "Crossing Jordan", como Ann Rappaport. Não muito tempo havia passado e Ashley recebeu um papel regular na novela "Desire: Table for tree". "Eu acho que é empolgante ser parte de algo novo. É a primeira novela que eles tiveram nos Estados Unidos. É realmente emocionante ver como isso iria acontecer, os personagens são realmente divertidos. O enredo é o que me pegou inicialmente, ele é muito rápido e é um drama". Sua primeira aparição no cinema foi em 2007, quando fez uma participação em King of Califórnia. Sua carreira começou a decolar quando ela decidiu fazer um teste para a produção de Twilight (Crepúsculo). Inicialmente, ela fez o teste para o papel de Bella Swan e não passou, mas os produtores a convidaram para interpretar Alice Cullen. Interpretou Alice nos filmes Crepúsculo, Lua Nova, Eclipse, e Amanhecer: Parte 1 e 2.

## Escândalo
No dia 10 de agosto de 2009, fotografias de Ashley Grenne nua vazaram na internet. A atriz entrou com uma ação judicial alegando que, como as fotografias foram feitas por ela mesma, os direitos autorais e de uso de imagem eram dela e isso obrigou os sites que haviam postado as imagens a retirarem-nas.

## Filmografia

### Televisão
| Ano  | Série           | Papel         |
| ---- | --------------- | ------------- |
| 2006 | Crossing Jordan | Ann Rappaport |
| 2006 | Desire          | Renata        |
| 2008 | Shark           | Natalie Faber |
| 2011 | Pan Am          | Amanda Mason  |

### Cinema
| Ano  | Filme                                     | Papel                 |
| ---- | ----------------------------------------- | --------------------- |
| 2007 | O Rei da California                       | Cliente do McDonald's |
| 2008 | Twilight (Crepúsculo)                     | Alice Cullen          |
| 2008 | Radio Free Albemuth                       | Rhonda                |
| 2008 | Otis                                      | Kim                   |
| 2009 | A Warrior's Heart                         | Brooklyn Milligan     |
| 2009 | The Twilight Saga: New Moon (Lua Nova)    | Alice Cullen          |
| 2009 | Summer Blood (Maníacos)                   | Summer Matthews       |
| 2009 | Skateland                                 | Michelle Burkham      |
| 2010 | The Twilight Saga: Eclipse (Eclipse)      | Alice Cullen          |
| 2011 | The Apparition                            | Kelly                 |
| 2011 | LOL: Laughing Out Loud                    | Ashley                |
| 2011 | The Twilight Saga: Breaking Dawn - Part 1 | Alice Cullen          |
| 2012 | The Twilight Saga: Breaking Dawn - Part 2 | Alice Cullen          |
| 2013 | CBGB - O Berço do Punk Rock               | Lisa Kristal          |
| 2014 | Burying the Ex                            | Evelyn                |
| 2014 | Wish I Was Here                           |                       |